# Route nationale 118
Pour les articles homonymes, voir Route nationale 118 (homonymie).
La route nationale 118, ou RN 118, est une route nationale française reliant Sèvres à partir du pont de Sèvres aux Ulis, en Île-de-France. Donnant dans le sens sud-nord accès à l'ouest parisien via Boulogne-Billancourt et la porte de Saint-Cloud, à l'autoroute A86 dans les deux sens au niveau de Vélizy-Villacoublay, ainsi qu'au pôle scientifique et technologique Paris-Saclay, il s'agit d'une voie rapide à quatre ou six voies (quand elle traverse Vélizy) qui se termine au sud à un échangeur de l'autoroute A10. Son utilisation intensive est la source d'encombrements quotidiens, et son parcours vallonné au niveau de la cuvette de Bièvres puis de la vallée de Chevreuse provoque, en cas de chutes de neige massives, le blocage sur place de nombreux automobilistes, les « naufragés de la N 118 », comme cela a notamment été le cas en 1999, 2010 et 2018. Ces incidents arrivent à plus petite échelle lors de chaque chute de neige. 
Il existait, avant les déclassements de 1972, une RN 118 reliant Albi à Mont-Louis. Elle a été déclassée en RD 118, sauf entre Albi et Castres où elle est reprise par la RN 112.

## Actuelle RN 118
La RN 118 est gérée par la Direction interdépartementale des routes d'Île-de-France (DiRIF).

### Historique

#### Généralités
La RN 118 actuelle a été mise en service en 1972. Elle a porté le nom F 18 jusqu'en 1978.
Elle utilise entre Saclay et Bièvres l'ancien tracé de la RN 306/RD 906, laquelle s'interrompt actuellement entre ces deux villes. De même, elle emprunte entre Orsay (carrefour du Petit Saclay sur le plateau de Moulon) et Saclay l'ancien tracé de la RN 446. Ces deux routes avaient été classées dans les années 1930. Le tronçon entre Sèvres et Meudon la Forêt était quant à lui un doublement de la RN 187.
La RN 446 passait en plein cœur d'Orsay. En 1964-1965 fut créée une déviation de la RN 446 en deux fois deux voies (intégrée depuis à la RN 118). Cette déviation passe sous les quais de la gare du Guichet sur la ligne de Sceaux (intégrée depuis au RER B). Il fut créé pour cette nouvelle route un pont rail de 19 m. Il s'agit de l'un des tout premiers ouvrages sous rail réalisés en béton précontraint en France.

#### Naufragés de la N118
Le 12 janvier 1999, la région Île-de-France est paralysée vers 17 h 30 par de très fortes chutes de neige survenant à l'heure de sortie des bureaux, bloquant les engins de salage dans les embouteillages. Des centaines de personnes passent la nuit dans leurs voitures. Un journal titre « Au pont de Sèvres, c'était l'Alpe d'Huez ».
Dans l'après-midi et la soirée du 8 décembre 2010, d'abondantes chutes de neige tombent sur la région parisienne. Des milliers d'automobilistes sont bloqués sur la N118, dont les accès sont tardivement fermés. La route reste bloquée toute la nuit et 7 à 8 000 personnes doivent être hébergées à Vélizy.
Dans la nuit du 6 au 7 février 2018, 2 000 naufragés de la route passent la nuit à l'arrêt, prisonniers de la neige dans les habitacles de leurs véhicules sur la N118. De nombreux journalistes sont sur place pour commenter l'événement. Le 7 février à midi, plus de 900 véhicules sont encore bloqués. La N118 n'est rouverte à la circulation que dans l'après-midi du 10 février à la faveur d'un dégel de la couche de glace et de neige qui persistait sur le sol.
Par mesure de précaution, en prévision de chutes de neige, la N118 est fermée à la circulation à plusieurs reprises en janvier 2019,.
Un épisode neigeux survenu le 19 janvier 2023 y occasionne encore une fois une circulation très difficile.

### Parcours
La RN 118 actuelle relie la RD 910 (ex-RN 10) (au niveau de Sèvres) à l'A10 (au niveau des Ulis et en raccordement de Marcoussis).
Elle coupe en deux la forêt de Meudon ainsi que la commune d'Orsay. 

#### Desserte
La RN 118 permet la desserte de la zone commerciale et industrielle de Vélizy-Villacoublay, ainsi que du parc d'activités de Courtabœuf (communes des Ulis, de Villebon-sur-Yvette et de Villejust).

#### Communes traversées
La route nationale traverse les communes de Sèvres, Meudon, Vélizy-Villacoublay (intersection avec l'A86), Bièvres, Saclay, Orsay et Les Ulis.

#### Sorties
Sorties de la voie rapide N 118 :

##### RD 910
RD 910 (Avenue du Général-Leclerc) : Paris - Porte de Saint-Cloud, Boulogne-Billancourt
- Bois de Boulogne (RD 1) : Bois de Boulogne
- Paris - centre (RD 1) : Paris - Voie Express, Rive-Droite, Pont De Billancourt, Île Seguin

 Pont de Sèvres sur  la Seine

##### RN 118
- 1 Sèvres (RD 7) : La Défense, Suresnes, Issy-les-Moulineaux, Pont de Saint-Cloud, Sèvres, Saint-Cloud, Musée National de la Céramique de Sèvres
- 2 Meudon - centre (RD 181) : Meudon, Chaville, Sèvres
- 3 Meudon - La Forêt (RD 57) : Meudon, Vélizy - Zone d'Emploi, Vélizy 2

Passage du département des Hauts-de-Seine au département des Yvelines.
- Échangeur entre A86 et RN 118 (Échangeurs de Vélizy 2 et du Petit-Clamart) : Vélizy - centre, Créteil, Clamart, Paris - Porte de Châtillon, Versailles (RN 12), Rouen (A13) et échangeur avec la N 118A
- 4.1 Villacoublay : Z.A Villacoublay (de Paris)
- 4.2 Val De Grâce : Z.A du Val de Grâce +  Aire de service du Val de Grâce (sens Paris-A10) (demi-échangeur ; sens Paris→A10)

Passage du département des Yvelines au département de l'Essonne.
- 5 Petit-Clamart (RD 906) : Paris - Porte de Châtillon, Clamart, Petit Clamart, Créteil (A86) (demi-échangeur ; de et vers l'A10)
- 6a Bièvres (RD 117) : Jouy-en-Josas, Bièvres
- 6b Palaiseau (RD 444) : Palaiseau, Igny, gare de Massy TGV
  -  Aires de service de Bièvres Chat Blanc (sens Paris-A10),  de la Plaine Favreuse - Est (sens A10-Paris)
- 7 Favreuse : Vauhallan
- 8 Le Christ-de-Saclay (RD 36) : Toussus-le-Noble, Saclay, Gif-sur-Yvette, Saint-Quentin-en-Yvelines
  -  Aire de service de Saclay (dans les deux sens)
- 9 Moulon : Centre universitaire (Université de Paris XI, Université Paris-Saclay), Grandes écoles (CentraleSupélec, SupOptique, École polytechnique, HEC), Orsay - Le Guichet, Gif-sur-Yvette
- 10 Orsay - Le Guichet (RD 446) : Orsay (trois-quarts-échangeur)
- 11 Orsay - centre (RD 446) : Orsay
- 12 Bretelle de Chevreuse (RD 188) : Palaiseau, Paris - Porte d'Orléans (A10), Bures-sur-Yvette, Les Ulis - centre, Quartiers-Nord et Ouest (demi-échangeur ; de et vers Paris)
- 13 Orsay - Mondétour (RD 218) : Orsay, Parc d'activités de Courtabœuf (demi-échangeur ; de et vers Paris)
- 14 Les Ulis (RD 35b - RD 118) : Chartres par RD, Les Ulis, centre commercial Ulis 2, Marcoussis, Nozay
- Échangeur entre A10, RN 118 et RN 104 :
  - A10 : Bordeaux, Orléans, Nantes, Chartres (A11) 
  - RN 104 : Lyon (A6), Évry-Courcouronnes, Linas-Montlhéry, Arpajon

## Ancienne RN 118
La RN 118 historique, reliant Albi à Mont-Louis, a été créée en 1824, succédant à la route impériale no 138 d'Albi en Espagne par Carcassonne et Mont-Louis, créée en 1811. À la suite de la réforme de 1972, elle a été reprise par la RN 112 entre Albi et Castres (déclassée en RD 612 en 2006) et déclassée en RD 118 entre Castres et Mont-Louis.
Elle traverse les communes suivantes : Albi D 612, Réalmont, Vénès et Castres, puis, en tronc commun avec la RN 112 (aujourd'hui RD 612), Mazamet D 118, Villegailhenc, Villemoustaussou, Carcassonne, Cépie, Limoux, Couiza et Quillan, enfin, en tronc commun avec la RN 117 (aujourd'hui RD 117) entre Quillan et le pont d'Aliès (Saint-Martin-Lys), Axat, les gorges de Saint-Georges, Puyvalador, Formiguères et Mont-Louis.